# 克魯特尼夫 (赫梅利尼克區)
49°33′12″N 27°52′40″E / 49.55333°N 27.87778°E
克魯特尼夫（烏克蘭語：Крутнів），是烏克蘭的村落，位於該國西南部文尼察州，由赫梅利尼克區負責管轄，面積0.5平方公里，海拔高度260米，2001年人口162，人口密度每平方公里324人。